# Ólafur Guðmundsson
Ólafur Guðmundsson (ur. 13 maja 1990) – islandzki piłkarz ręczny występujący w duńskim klubie Nordsjælland Håndbold. Podczas mistrzostw Europy w 2010 r. w Austrii zdobył brązowy medal.